# Chélation des métaux lourds dans l'autisme
Vous lisez un « bon article » labellisé en 2021.

Molécule d'EDTA, un chélateur chimique responsable de la mort d'un enfant autiste, par hypocalcémie.

La chélation des métaux lourds dans l'autisme est une intervention potentiellement dangereuse, parfois administrée à des personnes autistes et prétendant améliorer leur comportement ou les guérir. Elle repose sur l'hypothèse dénuée de fondement scientifique selon laquelle elles souffriraient d'intoxication par des métaux lourds, en particulier par le mercure et le plomb. Son efficacité n'a pas été démontrée.
Souvent proposé par des thérapeutes holistiques de la mouvance Defeat Autism Now! aux États-Unis avant 2010, le traitement par cette chélation a causé la mort d'au moins un enfant autiste, en 2005, ce qui a entraîné l'arrêt d'un essai clinique du National Institute of Mental Health (NIMH) pour des raisons bioéthiques. En 2013, la recension de la littérature ne permet pas d'apporter la preuve d'un bénéfice de la chélation pour les personnes autistes. À compter de 2011, diverses alertes concernant la prescription de ce « traitement » sont émises en France.
La chélation entraîne de nombreux effets secondaires tels que des troubles du fonctionnement du foie, des reins, et de l'hypocalcémie. Cette balance bénéfice-risque défavorable conduit différents organismes comme la collaboration Cochrane, la Haute Autorité de santé (HAS) et l'Agence nationale de sécurité du médicament et des produits de santé (ANSM), entre autres, à déconseiller officiellement la chélation des personnes autistes.

## Contexte
La chélation n'est en principe prescrite par un médecin qu'en cas d'empoisonnement avéré aux métaux lourds ; la chélation a cependant été utilisée hors autorisation de prescription et promue par des pseudo-médecins non seulement pour prétendre guérir ou réduire les troubles de l'autisme, mais aussi pour la maladie d'Alzheimer et la maladie coronarienne,,.
Ce pseudo-traitement a émergé dans le cadre d'une absence officielle de traitement curatif de l'autisme. De plus, l'empoisonnement aux métaux lourds (mercure, plomb...) n'est pas une causalité retenue, la majorité des causes de l'autisme étant génétiques. Le médecin londonien Michaël Fitzpatrick, également père d'un enfant autiste, souligne que le mouvement biomédical, promoteur de la chélation, considère les enfants autistes comme « pollués » (plutôt qu'ayant un trouble du développement d'origine neurologique) par des métaux lourds, et que cette perception « se transforme facilement en une attaque contre l'enfant, qui est déshumanisé dans la tentative de trouver le « véritable » enfant qui se cache derrière l'enfant « pollué » ».

## Histoire

### Origine de la chélation dans l'autisme

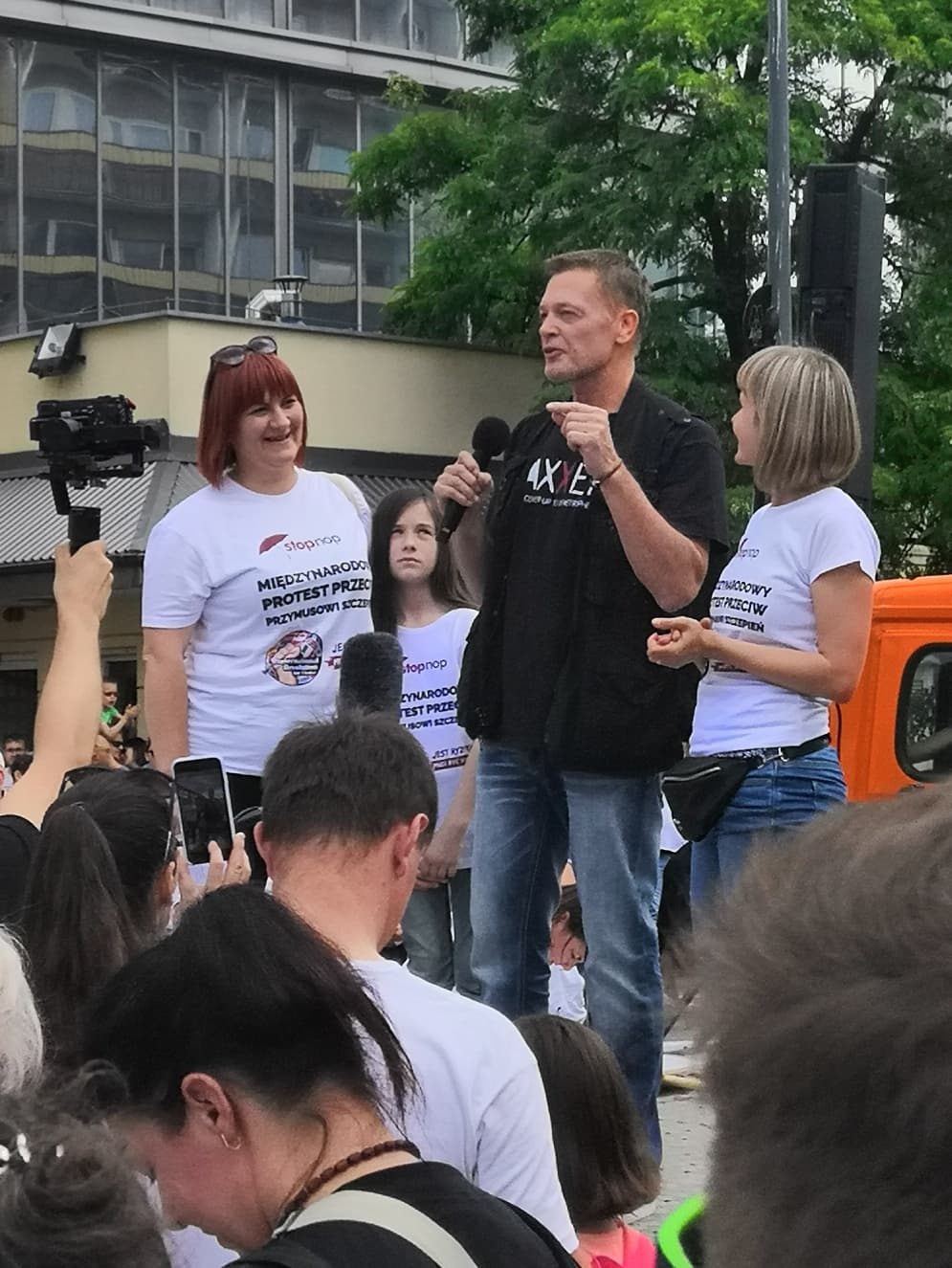
Andrew Wakefield, ancien chirurgien britannique à l'origine de l'idée frauduleuse que le vaccin contre la rougeole, la rubéole et les oreillons serait la cause de l'autisme.

D'après plusieurs auteurs, dont Fitzpatrick, la popularité de la chélation comme traitement alternatif de l'autisme découle de la fraude scientifique de l'ancien chirurgien britannique Andrew Wakefield (1998) et de ses suites,. En 1998, Andrew Wakefield émet l'idée, dans une étude dont il a été démontré ensuite qu'elle était frauduleuse, selon laquelle des enfants seraient devenus autistes après avoir été empoisonnés par le vaccin contre la rougeole, la rubéole et les oreillons. En 2001, la revue confidentielle Medical Hypotheses publie une étude décrivant l'autisme comme une forme d'empoisonnement au mercure, qui est largement médiatisée. L'année suivante, le biologiste cellulaire Parris M. Kidd publie deux articles dans Alternative Medicine Review, dans lesquels il propose, respectivement, l’hypothèse selon laquelle le mercure serait une étiologie plausible de l'autisme, et qu'il serait possible de soigner l'autisme avec des agents chélateurs,. Dans les années qui suivent, Mark et David Geier publient de nombreux articles qui font état d'une relation entre le mercure et l'autisme, et proposent des traitements par chélation.
Cette idée d'autisme causé par un empoisonnement au mercure continue de se diffuser après la rétractation officielle de l'étude frauduleuse de Wakefield, et malgré l'absence de preuves d'un lien entre le thiomersal contenu dans certains vaccins et l'autisme. D'autres sources potentielles d'empoisonnement au mercure sont alors évoquées, telles que les amalgames dentaires, la consommation de poisson et certains sprays nasaux, bien qu'aucun lien entre ces produits et l'autisme n'ait été trouvé.
D'après le Dr Jeffrey Brent (Université du Colorado à Denver), « les données [qui lient autisme et métaux lourds] proviennent d'études réalisées par l'un des nombreux laboratoires qui font de la publicité agressive sur internet », à la fois vers le grand public et vers des praticiens de médecine non conventionnelle. Ces études, « généralement de qualité médiocre », sont « souvent publiées dans des revues de faible qualité, qui suggèrent que la toxicité des métaux chez les patients avec TSA est un problème important ».

### Diffusion et alertes en Amérique du Nord
En dépit de l'absence de preuve scientifique d'un empoisonnement des enfants autistes par le plomb ou le mercure, la chélation des métaux lourds est devenue largement pratiquée en tant que méthode de soin en Amérique du Nord,,, en profitant de la « situation dramatique des personnes autistes et de leurs parents ». Elle est vendue comme « remède miracle », souvent en ciblant des familles vulnérables, avec un coût financier important. Dans le magazine Scientific American (en 2010), la journaliste scientifique Nancy Shute estime ce coût à environ 3 000 $ par semestre.
En 2004, d'après un sondage diffusé auprès de 552 parents d'enfants autistes américains, 7 % des enfants recevaient un traitement par chélation. Un autre sondage, tenu l'année suivante auprès de 74 parents d'enfants autistes des États de New York et du New Jersey, montre que 8 % d'entre eux ont fait consommer des produits chélateurs à leurs enfants autistes. En 2009, 74 % des 26 000 parents interrogés dans le cadre d'un sondage en ligne de l'Autism Research Institute (ARI, connu pour sa promotion de théories controversées, étude dont les résultats ont été présentés lors d'une conférence Defeat Autism Now! - DAN!) estiment que la chélation a amélioré le comportement de leur enfant, pour 26 % qui ne signalent aucun changement, et 3 % qui estiment que cela a empiré. Ce sondage est cependant d'une pertinence très limitée, car il n'indique pas quel agent chélateur a été administré. Cette même année, un autre sondage auprès de 479 parents montre que 32 enfants ont reçu la chélation, que la moitié des parents concernés notent une « amélioration du comportement », et 6 % une aggravation du comportement. Selon ces sondages, l'effet « positif » principalement observé sur le comportement des enfants autistes après une chélation est une réduction de leur hyperactivité.
En 2013, d'après Brent (qui qualifie la chose d'« abus sur des patients »), environ 500 000 enfants autistes américains subissent une chélation chaque année, sans preuve d'empoisonnement sérieux aux métaux lourds qui la justifierait.
Un sondage mené auprès de médecins américains en 2009 montre qu'aucun d'entre eux ne recommande officiellement la chélation pour l'autisme, que 61 % la déconseillent, et que 26 % manquent de connaissances à ce sujet, ce qui ne leur permet pas de se prononcer pour ou contre. Brent suppose qu'en l'absence de recommandation officielle, les médecins américains prennent des décisions informelles, en fonction de la volonté du patient ou de ses parents.
La Canadienne Nathalie Champoux affirme en 2016 dans Le Journal de Montréal (reprenant son témoignage publié dans son ouvrage Être et ne plus être autiste) avoir « fai[t] la chélation […] avec des plantes. Après ces trois étapes, il ne restait plus aucun trait autistique chez mes deux garçons ». L'ouvrage The Thinking Moms' Revolution (2013, réédition 2015), décrit par son éditeur comme un recueil d'« histoires vraies inspirantes de parents qui se battent pour sauver leurs enfants » de l'autisme, contient plusieurs témoignages de cet ordre. 
En août 2018, la chaîne canadienne CBC News diffuse un reportage d'alerte consacré à la chélation des enfants autistes, qualifiée de pratique à l'efficacité « non-prouvée et dangereuse », en interrogeant une médecin qui déclare qu'il n'y a « aucune preuve des avantages [alors que] nous avons des preuves des inconvénients ». L'un des principaux désinformateurs américains identifiés au sujet de la pandémie de Covid-19 aux États-Unis, Rashid Buttar, est aussi un promoteur de la chélation dans l'autisme.

### Diffusion et alertes en France
Une médecin formée à l'approche DAN! aux États-Unis, le Dr Corinne Skorupka, promeut la chélation lors d'une conférence donnée à Paris en octobre 2002,. En 2014 sort l'ouvrage Autisme : On peut en guérir qu'elle co-écrit avec Laurène Amet, préfacé par Luc Montagnier ; d'après l'analyse de cet ouvrage par Olivia Cattan, il promet des résultats « spectaculaires » après une chélation.
En 2012, le collectif Egalited publie une alerte sur les dangers de la chélation sur son site web, en dénonçant des dérives sectaires constatées dans le milieu de l'autisme en France, et en citant un article bien documenté de charlatans.info, qui mentionne les décès et études arrêtées.
Senta Depuydt, journaliste et coach bruxelloise en « nutrition et nouvelles pédagogies », soutient à son tour la chélation dans une présentation enregistrée pendant le congrès « Sortir de l'autisme », qu'elle a organisé à Paris en janvier 2016,, ainsi que dans son dossier « Sortir de l'autisme » publié dans un numéro hors-série d′Alternative Santé en avril 2018, qui envisage la chélation « en dernière intention »[source secondaire nécessaire]. La Française Christine Buscailhon soutient (en 2017, réédition 2020) qu'un changement de régime alimentaire assorti d'une chélation « douce » a « guéri » son fils de l'autisme,.
En juillet 2018, l'association SOS autisme France met en garde contre cette pseudo-thérapie, et note « de très vives réactions des partisans de ces traitements »,. En avril 2019, une mère d'enfant autiste, infiltrée dans des groupes de parents sur le réseau social Facebook, témoigne dans la presse avoir observé un gourou prétendant que sa méthode pouvait « guérir l'autisme », et des parents incités à faire tester les cheveux de leurs enfants aux États-Unis, puis à acheter des chélateurs à l'étranger, pour une durée de traitement allant jusqu'à six années,.
En décembre 2019, l'émission Complément d'enquête de la chaîne française France 2, consacrée aux médecines alternatives, présente dans le reportage de Lorraine Gublin « Autisme : voyage vers l'inconnu », un père français qui paie une naturopathe allemande pour faire tous les mois une chélation à sa fille, via une injection intraveineuse. L'absence de condamnation de cette méthode par la déléguée interministérielle à l'autisme Claire Compagnon fait réagir ensuite une association française de personnes autistes, qui déplore que la vie de personnes autistes soit ainsi mise en danger à la télévision publique.
En septembre 2020, l'Agence nationale de sécurité du médicament et des produits de santé (ANSM) publie une alerte officielle après avoir constaté des prescriptions de médicaments chélateurs à des enfants autistes, en France, sur plusieurs mois. La présidente de l'association SOS autisme France Olivia Cattan publie au même moment Le Livre noir de l'autisme, qui documente les promotions de la chélation effectuées dans divers ouvrages et sites web de « médecine alternative », publiés en français,. Une cinquantaine de médecins français étant accusés d'avoir prescrit des chélateurs ou des antibiotiques à des enfants autistes hors AMM, l'ordre des médecins annonce qu'il « engagera une action disciplinaire ».

## Principe
Les médicaments chélateurs visent à éliminer les métaux lourds détectés chez une personne autiste à l'aide de tests qui n'ont pas été validés pour cet usage. Les métaux lourds sont éliminés dans les urines ou les selles. La chélation des personnes autistes étant peu acceptée par les médecins conventionnels, cela pousse les familles à consulter des naturopathes, qui l'administrent plus facilement. En France, la chélation est souvent proposée en accompagnement d'une modification de régime alimentaire et d'une antibiothérapie de longue durée (protocole Chronimed).
En raison des limites des études et des incertitudes liées à la causalité de l'autisme, Rossignol souligne qu'il n'est pas possible d'attribuer les « améliorations » de comportement observées chez les enfants chélatés à une détoxication en métaux lourds, cette modification de comportement pouvant résulter d'un autre effet des chélateurs.

### Test de détection des métaux lourds
La chélation est précédée par un test visant à analyser le sang, les cheveux ou l'urine, pour déterminer le taux de métaux lourds. D'après Brent, le test sur les urines est généralement peu fiable, car « lorsqu'un échantillon d'urine est analysé après l'administration d'un agent chélateur, et que les valeurs obtenues sont comparées aux plages de référence pour les urines non chélatées, cela entraîne des résultats faussement élevés ». Il met également en cause le test capillaire, car « il n'existe pas de plages de référence bien établies et validées pour les échantillons de cheveux » d'une part, et d'autre part, en raison d'« une séparation insuffisante des composants exogènes et endogènes » (contamination environnementale qui s'est déposée sur les cheveux).
Rossignol note que dans certaines études menées à propos de la chélation des enfants autistes (notamment celle de James B. Adams et al.), « on ne sait pas si les enfants avaient des taux élevés de métaux lourds avant de commencer la chélation ou si ce traitement a directement causé les améliorations cliniques décrites ».

### Produits employés

Schéma d'une molécule d'acide dimercaptosuccinique.

Des méthodes à base de plantes (typiquement, l'algue Chlorella en gélules associée à la coriandre et à l'ail des ours), sont parfois mises en avant, malgré l'absence de preuve formelle d'efficacité,.
En ce qui concerne la chélation pharmaceutique, les chélateurs chimiques les plus couramment administrés aux personnes autistes seraient : 
- le DMSA (acide dimercaptosuccinique), chélateur du plomb, et accessoirement du mercure[Pseud 9], probablement le plus fréquent[S 1] ;
- le DMPS (dimercaptopropanesulfonate de sodium), meilleur chélateur du mercure[Pseud 9] ;
- l'EDTA (acide éthylènediaminetétraacétique), chélateur du plomb
- des aérosols, dont l'efficacité est très peu documentée[Pseud 10].

Toutes ces molécules sont administrées hors autorisation de prescription officielle, et parfois via un mode d'administration non autorisé, tels que la voie rectale ou transdermique. Des sites web de vente de compléments alimentaires publient des dossiers pseudoscientifiques attribuant les causes de l'autisme à la pollution et aux vaccins, afin de vendre leurs produits de chélation « naturelle ». Les parents d'enfants autistes peuvent se procurer des produits chélateurs sur des sites de vente en ligne, et trouver sur le Web ainsi que dans des ouvrages de médecine non conventionnelle une description détaillée du protocole de chélation, avec indication des dosages et des durées d'administration de ces produits.

### Suivi, risques et effets secondaires
La chélation peut drainer des minéraux utiles ou des métaux pris dans les tissus. Le processus de chélation implique une prise de compléments alimentaires, en raison de la perte de zinc et de minéraux essentiels en plus des métaux lourds chélatés.
Les chélateurs ont de nombreux effets secondaires, tels que des éruptions cutanées, et des effets sur le foie. Ils nécessitent donc une surveillance médicale constante, en particulier des examens réguliers de la composition du sang, afin de vérifier, entre autres, les taux de zinc. D'après Mauk, 10 % des enfants traités par DMSA, présenté comme le chélateur le plus sûr, « présentent des signes de problèmes gastro-intestinaux, y compris une élévation des enzymes hépatiques ». Rossignol estime au contraire que « Les études examinées sur la chélation chez les enfants avec TSA suggèrent que lorsqu'elle est administrée correctement, les effets secondaires de la chélation sont rares, idiosyncrasiques et réversibles ». Le Dr Daniel Rossignol est poursuivi en 2010 pour avoir prescrit des traitements par chélation « médicalement inutiles et injustifiés ».
Davisa et al. identifient les effets secondaires suivants après administration des substances chimiques de chélation : fièvre, vomissements, diarrhée, perte d'appétit, hypertension ou hypotension, hémorroïdes, goût métallique, arythmies cardiaques et hypocalcémie, ce dernier effet secondaire étant le plus dangereux, dans la mesure où il peut mener à un arrêt cardiaque fatal.

## Études publiées
Des cas anecdotiques d'amélioration du comportement d'enfants autistes après une chélation ont été reportés, mais il n'a longtemps existé aucune étude d'efficacité de cette approche. La Dr Joyce Elizabeth Mauk note, dans son article pour l′Association for Science in Autism Treatment, que « plusieurs articles exposent uniquement l'opinion des auteurs (répertoriés comme « pré-pilotes ») et préconisent un rôle pour la chélation comme traitement de l'autisme sur la base d'une expérience personnelle ». Une pré-étude publiée en 2007, sur 10 enfants, souligne que « les études publiées qui signalent les effets de la thérapie de chélation et/ou du contrôle de l'environnement sur l'autisme et le trouble du déficit de l'attention sont rares ».
En 2006, le National Institute of Mental Health (NIMH) dépose un projet d'essai clinique de l'efficacité de la chélation du mercure chez les enfants autistes, argumentant que l'agent chélateur oral DMSA est « couramment utilisé pour traiter l'autisme ». En 2008, après la mort d'un enfant autiste des suites d'une chélation, les essais cliniques sont officiellement stoppés aux États-Unis. En raison des nombreuses critiques portant sur le risque encouru par ces enfants autistes dont rien ne prouve qu'ils seraient intoxiqués aux métaux lourds, le NIMH annule son projet d'essai clinique avant le recrutement des enfants,.
Fitzpatrick souligne (en 2008) que l'étude la plus souvent citée en support à l'idée de bienfaits de la chélation pour les enfants autistes contaminés aux métaux lourds, publiée en 2003, a été produite par Bradstreet, un médecin de Floride membre du programme DAN! de l'ARI, ainsi que par Mark Geier (qui en est le dernier auteur) et son fils, tous trois ayant des conflits d'intérêts autour de cette question. Mark Geier est interdit d'exercice de la médecine aux États-Unis depuis 2011, en raison de mensonges sur sa formation, de propos fallacieux sur l'autisme, et de la vente de ses pseudo-traitements qui ont conduit à une castration chimique d'enfants autistes,. En 2008, le Pr James B. Adams (militant anti-vaccins et membre de l'ARI), Bradstreet et al. produisent une étude en deux parties publiée par BMC Clinical Pharmacology, concluant que « le traitement au DMSA semble être raisonnablement sûr chez les enfants avec TSA qui présentent une excrétion urinaire élevée de métaux toxiques, et peut-être utile pour réduire certains des symptômes de l'autisme chez ces enfants »,.
En 2009, le Dr Daniel A. Rossignol (International Child Development Resource Center de Melbourne en Floride, membre de l'organisme pseudoscientifique DAN! et du comité scientifique de Generation Rescue, qui a fait l'objet d'un plainte pour traitements « médicalement inutiles et injustifiés » en 2010) estime au contraire que « Les études examinées sur la chélation chez les enfants avec TSA suggèrent que lorsqu'elle est administrée correctement, les effets secondaires de la chélation sont rares, idiosyncrasiques et réversibles ». Il évalue la chélation au grade C des niveaux de preuve parmi les thérapies émergentes en autisme, signifiant qu'aucune des études menées sur la chélation n'atteint le stade de l'étude contrôlée et randomisée ; il en conclut que « la chélation pourrait être une forme de traitement viable chez certaines personnes avec TSA et présentant une charge élevée en métaux lourds ».
En juillet 2013, la professeure en psychologie de l'éducation Tonya N. Davisa publie avec son équipe la première recension de la littérature scientifique consacrée à la chélation des métaux lourds chez les enfants autistes. L'équipe analyse cinq publications, toutes portant sur des enfants, quatre ayant trouvé des résultats mitigés, et une des résultats positifs. La seule étude annonçant un bénéfice est un témoignage anecdotique de parent, publié en 1996,. Les faiblesses méthodologiques de plusieurs de ces études (trois sont dépourvues de groupe de contrôle) ne permettent pas de soutenir scientifiquement le recours à la chélation pour réduire les symptômes de l'autisme.
En 2014, la collaboration Cochrane souligne le problème éthique posé par la réalisation d'essais cliniques de chélation sur des enfants autistes, en raison des dangers que cela leur fait courir : « avant la réalisation d'essais supplémentaires, il est nécessaire d'obtenir des données corroborant un lien de causalité entre les métaux lourds et l'autisme et de mettre au point des méthodes garantissant la sécurité des participants ». Cette même année, le médecin égyptien Heba A. Yassa (université d'Assiout) conclut dans son article pour Environmental Toxicology and Pharmacology, à l'inverse du consensus précédemment exprimé, que « les agents chélateurs peuvent être utilisés dans le traitement des troubles autistiques », et que « la détoxification par des agents chélateurs a joué un rôle important dans l'amélioration de la santé de ces enfants »[source secondaire nécessaire].

### Non-recommandations officielles
En 2012, la chélation des métaux lourds est officiellement non-recommandée par la Haute Autorité de santé, en France, dans le cadre des interventions en autisme ; en 2014, le Centre fédéral d'expertise des soins de santé, en Belgique (KCE), la décrit de même comme non-recommandée, ainsi que d'autres « interventions biomédicales complémentaires », en soulignant leur coût financier élevé.
La collaboration Cochrane note, en 2014, qu'il n'existe qu'une seule étude, de faible qualité, pour évaluer l'efficacité de la chélation chez les personnes avec autisme. Elle en conclut qu'« aucune preuve issue d'essais cliniques ne suggère que la chélation pharmaceutique soit une intervention efficace dans le traitement des TSA. Compte tenu des rapports antérieurs d'événements indésirables graves, tels que des changements dans les taux de calcium sanguins, des troubles du rein et des décès rapportés, les risques de l'utilisation d'agents chélateurs pharmaceutiques dans le traitement des TSA l'emportent actuellement sur les bénéfices avérés »,.
De même, Niamh C. Lagan et Joanne Balfe (hôpital de Tallaght, Dublin) concluent en 2018 dans The BMJ à l'absence de toute preuve de réduction des symptômes de l'autisme après une chélation.
En 2020, la Société européenne de psychiatrie de l'enfant et de l'adolescent (ESCAP) adopte un document officiel (co-rédigé par le Pr Joaquin Fuentes, la Dr Amaia Hervás et la Pr Patricia Howlin) qui stipule qu'« Il n'existe pas, à l'heure actuelle, de médicaments pour traiter les symptômes « centraux » de l'autisme, et les traitements dits « alternatifs » (neurofeedback, communication facilitée, entraînement à l'intégration auditive, acides gras oméga-3, sécrétine, chélation, oxygénothérapie hyperbare, régimes d'exclusion, etc.) n'ont pas leur place dans le traitement des principales caractéristiques de l'autisme ».

### Décès
En 2006, trois morts d'enfants survenues entre 2003 et 2005, des suites d'une chélation par EDTA, sont documentées aux États-Unis,. Un article d'Arla J. Baxter et Edward P. Krenzeloka publié dans la revue Clinical Toxicology en 2008 détaille le cas d'un enfant autiste de 5 ans, mort par hypocalcémie suivie d'un arrêt cardiaque à la suite d'une prescription du mauvais agent chélateur (EDTA) par intraveineuse, et livre les conclusions suivantes : « l'efficacité de cette thérapie pour les enfants autistes n'a pas été validée, et peut avoir des conséquences tragiques ».
Bien que la mort médiatisée d'un enfant en particulier ait entraîné un choc et une émotion considérables, elle n'a pas mis fin aux pratiques de chélation sur les enfants autistes, ni à leur promotion par les adeptes du mouvement biomédical.